# Trzęsienie ziemi w Borudżerd (1909)
Trzęsienie ziemi w Borudżerd w 1909 – trzęsienie ziemi w Borudżerd w Iranie, które miało miejsce w 1909 roku i pochłonęło 6000 ofiar.

## Trzęsienie ziemi
23 stycznia 1909 roku w Borudżerd w Iranie doszło do trzęsienia ziemi o sile 7,3 stopni skali Richtera. Wystąpiło wiele wstrząsów wtórnych. W 60 miejscowościach w regionach domy zostały albo całkowicie zniszczone, albo uszkodzone. Straty odnotowano w 130 wsiach. Na skutek kataklizmu zginęło 6000 ludzi.